# Brahmaea petiveri
Brahmaea petiveri är en fjärilsart som beskrevs av Butler 1866. Brahmaea petiveri ingår i släktet Brahmaea och familjen Brahmaeidae. Inga underarter finns listade i Catalogue of Life.